# Jacques Chiquet
Jacques Chiquet, né en 1673 à Paris où il est mort en octobre 1721, est un graveur, un éditeur et marchand d'estampes français.

## Biographie

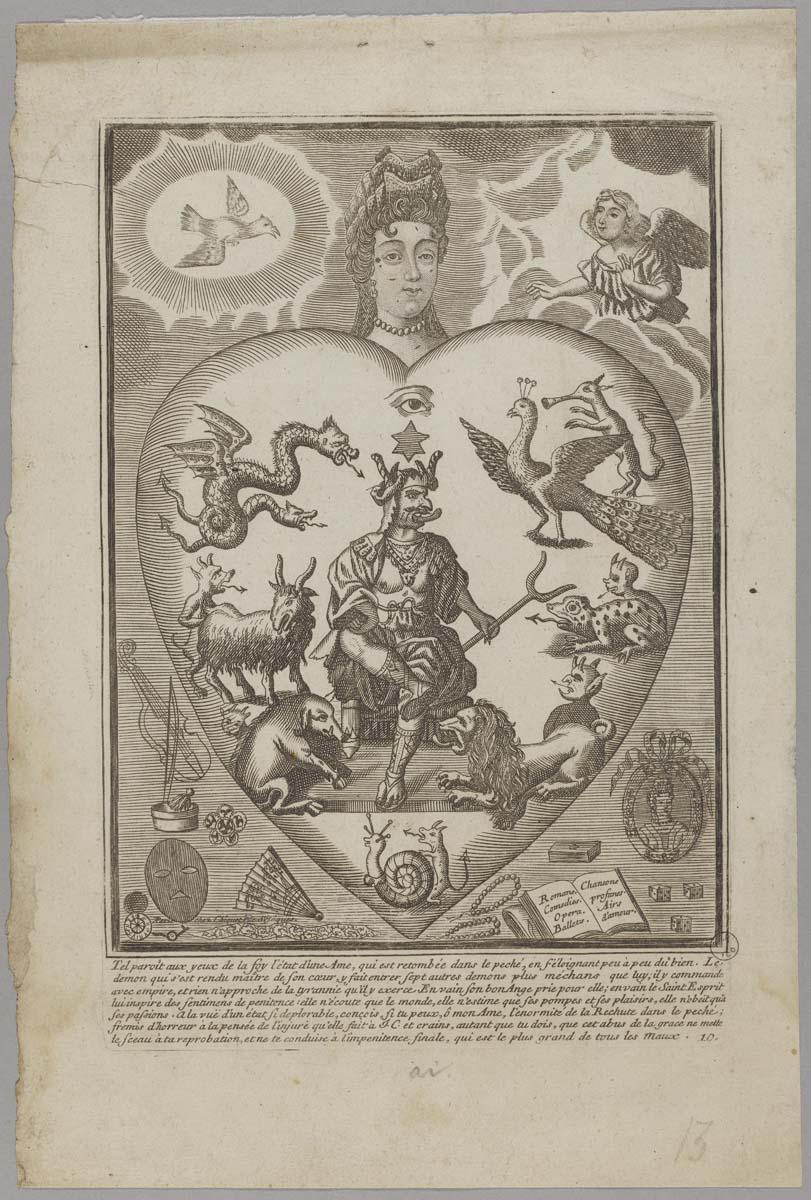
Exemple de gravure populaire fabriquée par Jacques Chiquet.

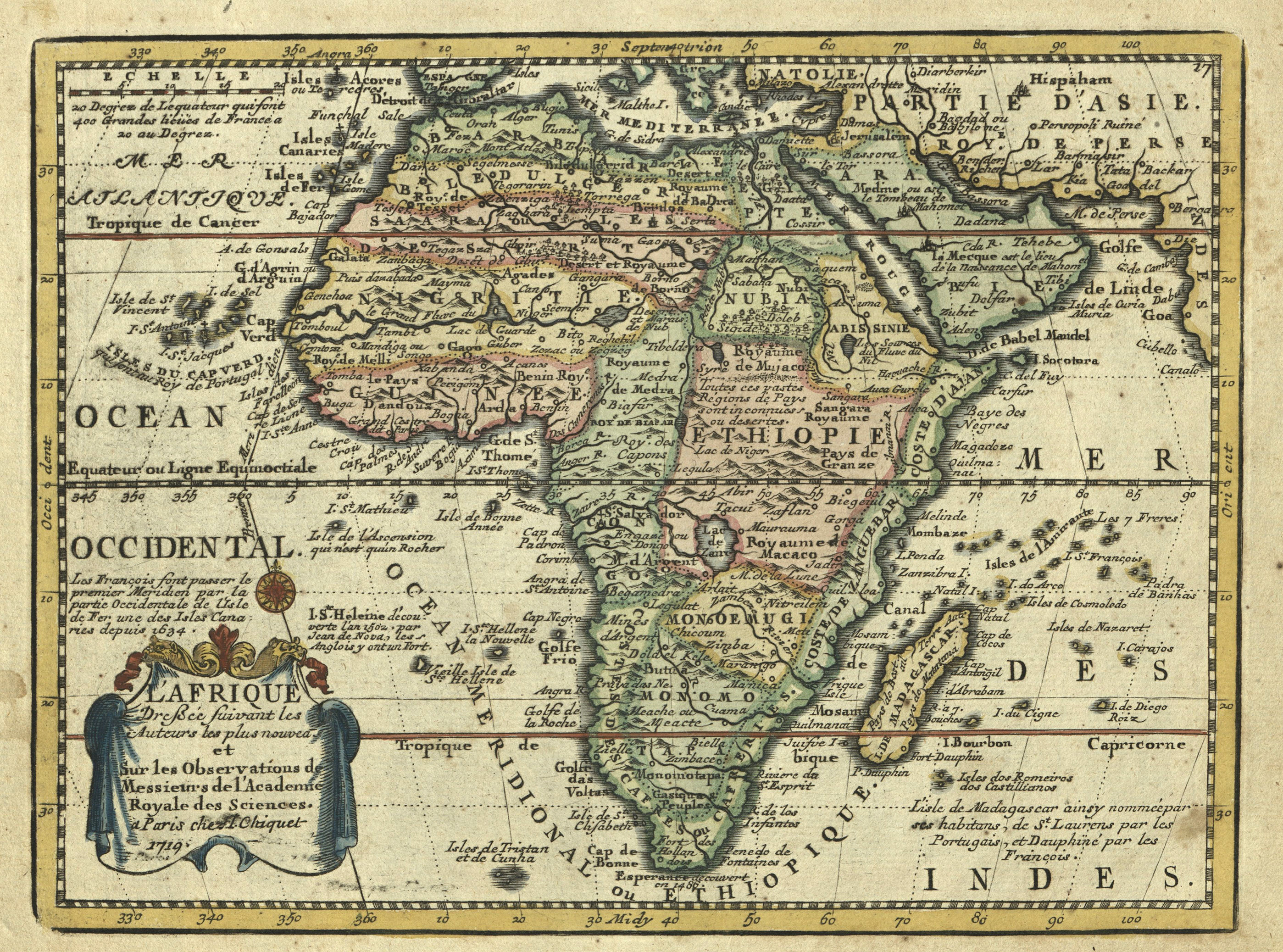
Chiquet, L'Afrique, 1719

Né en 1673 à Paris, Jacques Chiquet reçoit très jeune, à l'âge de 9 ans, l'enseignement de François Jollain dit l'aîné (1641?-1704), graveur sur cuivre et marchand d'estampes. Il se marie en 1697 à Marguerite Boucher qu'il rencontre par le biais de son maître. Fort d'un premier jeu de cuivres, il s'installe comme éditeur dans la rue Saint-Jacques. Dès 1713, il est connu pour tenir boutique à l'enseigne du « Grand Saint-Henry » et son entreprise semble prospère.
Le fonds de Chiquet se compose principalement de gravures folkloriques, traitant de sujets communs et très souvent imités. Il semble que Chiquet ne disposait d'aucun privilège ou alors très peu. On trouve des gravures sacrées, des cartes géographiques, des calendriers muraux... L'une des plus célèbres séries de gravures est celle des Cris de Paris. Beaucoup de ces tirages ont été vendus par Chiquet via des colporteurs principalement de Coutances en Normandie, où il possédait un agent qui représentait ses intérêts. Chiquet a également édité deux atlas en 1719 : Le Nouveau et Curieux Atlas géographique et historique, destiné à un public riche, et le Nouveau Atlas François, plus abordable.
À sa mort en 1721, l'inventaire est réalisé par le libraire François Babuty et révèle 1 900 cuivres et 90 000 estampes d'une valeur de 9 000 livres. Sa veuve, Marguerite, continue l'affaire non sans succès. Elle marie d'abord leur fille Marguerite-Geneviève Chiquet (?- 10 mai 1773), au graveur Jacques Chéreau le 12 janvier 1724. Puis elle achète dans la rue Saint-Jacques une nouvelle échoppe, « À la Ville de Cologne et de l'image de Saint-Cécile » qu'elle loue à des graveurs et des imprimeurs. À sa mort en 1741, Marguerite Chiquet laisse 2 500 cuivres et quelque 210 000 estampes d'une valeur de 21 000 livres. C'est Jacques Chéreau qui reprit le fonds.